# All Stretton
All Stretton est une paroisse civile et un village du Shropshire, en Angleterre.